# Alone (film, 2020)
Pour les articles homonymes, voir Alone.
Pour plus de détails, voir Fiche technique et Distribution.
Alone est un thriller américain réalisé par John Hyams, sorti en 2020.
Il s'agit d'un remake du film suédois Gone (Försvunnen, 2011) de Mattias Olsson et Henrik JP Åkesson (sv).

## Synopsis
Veuve depuis peu et désireuse de changer de vie, Jessica empaquette ses affaires et quitte Portland pour un voyage de quatre jours en voiture, à l'horizon duquel elle s'installera dans une autre région pour repartir à zéro. Alors qu'elle est sur sa route, elle remarque un inquiétant 4x4 qui tente de l'empêcher de le doubler. Elle le revoit lors d'un arrêt à une station-service, puis le chauffeur l'accoste alors qu'elle quitte le motel où elle a passé sa première nuit. Lorsqu'elle arrive derrière le 4X4 à l'arrêt au milieu d'une petite route et qu'il prétexte une panne de voiture pour solliciter son aide, elle sens traquée et de plus en plus terrifiée. Finalement, alors qu'elle tente de le semer, un pneu crevé lui fait perdre le contrôle et elle se retrouve immobilisée sur le bas côté, tandis que l'inconnu approche. Peu de temps après, elle se réveille dans une cabane isolée au milieu de la nature… Elle a été droguée et kidnappée par l'homme louche. Déterminée à survivre, elle parvient à s'enfuir dans la forêt, mais son ravisseur la traque aussitôt. Une chasse à l'homme commence entre celui-ci et sa proie…

## Fiche technique
Sauf indication contraire, les informations mentionnées dans cette section peuvent être confirmées par la base de données cinématographiques IMDb,  présente dans la section « Liens externes ».
- Titre original et français : Alone
- Réalisation : John Hyams
- Scénario : Mattias Olson
- Musique : Nima Fakhrara
- Décors : Cait Pantano
- Costumes : Ashley Russell
- Photographie : Federico Verardi
- Montage : John Hyams et Scott Roon
- Production : Jordan Foley, Mike Macari, Jonathan Rosenthal et Henrik JP Åkesson
- Production déléguée : Ben Cornwell, Martin Persson, Yeardley Smith et Kevin Sullivan
- Coproduction : Nick Smith et Thom Zadra
- Sociétés de production : Paperclip Ltd. ; Mill House Motion Pictures (coproduction) et XYZ Films (association)
- Sociétés de distribution : Magnet Releasing
- Pays de production :  États-Unis
- Langue originale : anglais
- Format : couleur - 2.35:1
- Genre : thriller
- Durée : 98 minutes
- Dates de sortie :
  - États-Unis : 1er mars 2020 (Festival de film de Mammoth) ; 18 septembre 2020 (sortie nationale)
  - France : 1er décembre 2020 (VOD)

## Distribution
- Jules Wilcox (VFB : Delphine Moriau) : Jessica
- Marc Menchaca (VFB : Philippe Résimont) : l'homme (Sam)
- Anthony Heald (VFB : Michel Hinderyckx) : Robert
- Jonathan Rosenthal : Eric
- Betty Moyer : la mère (voix)
- Shelly Lipkin	: le père (voix)

Version Française
- Société de doublage : C YOU SOON Belgique
- Direction Artistique : Alexandra Corréa
- Adaptation Française : Mélanie Dermont
- Mixage : Yves Bradfer

Source et légende : Version française (VF) sur carton du doublage français

## Production
Le tournage a lieu à Estacada, dans le comté de Clackamas en Oregon, ainsi que Portland pour le pont de Saint-John (en).